# Bernard Gauthier
Bernard Gauthier (* 22. September 1924 in Beaumont-Monteux, Drôme; † 23. November 2018 in Grenoble) war ein französischer Radrennfahrer. Den größten Teil seiner Profizeit fuhr er für das Radsportteam Mercier.

## „Monsieur Bordeaux-Paris“
Bernard Gauthier war Profi-Rennfahrer von 1947 bis 1961 und im Jahrzehnt nach dem Zweiten Weltkrieg einer der erfolgreichsten französischen Straßenradsportler. Er reichte zwar nicht an Erfolge und Bekanntheit seiner Zeitgenossen Louison Bobet und Raphaël Géminiani heran, machte sich aber insbesondere durch seine vier Siege bei der Fernfahrt Bordeaux–Paris einen Namen, was ihm die Bezeichnung Monsieur Bordeaux–Paris eintrug. Außerdem wurde er 1956 französischer Straßenmeister und erreichte zahlreiche Podiumsplätze bei Klassikern, darunter zweite Plätze bei der Flandern-Rundfahrt, Paris–Brüssel und Mailand–San Remo. 1947 gewann er das Rennen Bourg–Genf–Bourg. Bei der Straßenweltmeisterschaft 1956 belegte er den 16. Platz.

## Teilnahmen bei der Tour de France
Gauthier nahm zehnmal an der Tour de France teil. Bei der Tour de France 1948 gewann er die vorletzte Etappe (Zielankunft im Radrennbahn von Roubaix) und belegte im Gesamtklassement den 24. Platz unter 120 gestarteten Fahrern. 1950 trug er während sieben der 22 Etappen das Maillot jaune des Gesamt-Führenden und landete abschließend auf Platz 17. Da in der Nachkriegszeit bei der Tour keine Firmenteams, sondern nur National- und Regionalmannschaften zugelassen waren, fuhr Bernard Gauthier in diesen beiden Jahren im Team Sud-Est de France; 1949 und von 1951 bis 1953 gehörte er sogar der französischen A-Tourmannschaft an.
Weitere Teilnahmen bei der Grande boucle: 1947 (als 22. beendet), 1949 (Ausschluss nach der 10. Etappe), 1951 (Gesamtplatzierung: 26.), 1952 (Platz 63), 1953 (75.), 1955 (46.), 1959 (Aufgabe nach der 13. Etappe) und 1960 (79.).

## Palmarès

### Siege
- Tour de France:
  - 20. Etappe (1948)
  - 7 Tage im Gelben Trikot (1950)
- Französische Straßenmeisterschaft: 1956 (und Dritter 1952)
- Bordeaux–Paris: 1951, 1954, 1956, 1957
- Challenge Sédis: 1956
- Critérium des As: 1956
- Tour du Sud-Est: 1952, 1958
- Grand Prix du Pneumatique: 1953
- Grand Prix d'Alger: 1952
- Grand Prix d'Oran: 1953
- Trophée Marseillaise: 1954
- Miniac-Morvan: 1961
- Bourg-Genève-Bourg: 1947
- Circuit de Lyon: 1947

### Podiumsplätze
- Zweiter Flandern-Rundfahrt: 1951 (und Dritter 1953)
- Zweiter Mailand–San Remo: 1955
- Zweiter Paris–Brüssel: 1951, 1956
- Zweiter Boucles de la Seine: 1949, 1950
- Dritter Platz: Paris–Nizza: 1955
- Dritter Platz: Critérium National: 1955